# مغارة جبل شذا
مغارة جبل شذا أحد المواقع الأثرية في جزر فرسان جنوب المملكة العربية السعودية.

## نبذة عامة
هذا الأثر ليس من صنع الإنسان، وإنما استخدمه الإنسان وانتفع به، على نحو ما، وخصوصًا في اتخاذه مدفنًا للأموات، وربما عبث به في بعض الأوقات بحثًا عن كنز، أو لسوء استخدام، وهو مغارة منسوبة إلى جبل شذا، أحد الجبال بجزيرة فرسان، وهو شأنه في ذلك شأن بقية جبال فرسان ذو طبيعة كلسية، وتكثر على سطحه الأصداف والقواقع المتحجرة، ويقع على بعد نحو 5 كم إلى الغرب من مقر محافظة فرسان، ولا يرتفع كثيرًا عن سطح الأرض المحيطة به، إذ لا يزيد ارتفاعه تقديرًا على 30م تقريبًا. تتخلل الجبل فجوات صغيرة بعضها لا يتسع لدخول الإنسان، وبعضها أكبر من ذلك قليلاً. ويعتقد أن هذه الفجوات تكونت في عصور سحيقة بسبب ذوبان بعض أجزاء الصخور.

## المغارة
المغارة تُعتبر مدفن قديم أصله تجويف صخري ربما زيد في سعته بفعل الإنسان ليصبح على هيئة غرفة بباب يطل على جهة الشمال، بحيث وضع على جانبيه أو نحت ما يشبه صخرة طويلة على هيئة لوح تبدو كأنها بمنزلة جدارين بارزين يتصلان بعضهما ببعض من الأسفل بوساطة صخرة أخرى طويلة، ومن الأعلى لها عتبة صخرية طولها 2 متر، وعرضها متر، وتقود إلى داخل المغارة حيث توجد أرضية المدفن. ويتضح من طريقة الدفن أنها غير إسلامية، كما أن كسر الفخار التي عُثر عليها في المكان تؤكد هذه الحقيقة، وتثبت أن الموقع ينتمي إلى عصور ما قبل الإسلام بفترة ليست بالقصيرة.
من جهة أخرى، تؤكد الدلائل والشواهد المادية التي عُثر عليها في هذه المغارة على حقيقة ما كان يدفن من مقتنيات مادية مع إنسان جزيرة فرسان في عصورها القديمة، وأنه أي إنسان فرسان ليس بدعًا بين غيره من الأمم السابقة للإسلام، ويقدّر أن محتويات هذه المغارة من المقتنيات التي دفنت مع أصحابها كانت كبيرة جدًا، لولا أن أيدي العبث بالآثار وتشويهها امتدت إليها بحثًا عما يشاع حولها من وجود كنوز مدفونة منذ القدم في هذه المغارة، ويتضح مقدار العبث في الموقع من خلال ما يشاهد من مخلفات الحفر، ومعداته الملقاة خارج باب المدفن بما في ذلك عدد من بقايا العظام البشرية، والكسر الفخارية المكونة لآنية من مختلف الأحجام والأشكال.

## وصلات خارجية
- صورة مغرة جبل شدا